# 印度的石油和天然氣產業
印度的石油和天然氣產業（英語：oil and gas industry in India）有悠久的歷史，並在近年來取得顯著的發展。印度的石油產業大約始於1889年，當時在今日的阿薩姆邦迪格博伊鎮附近首次發現石油儲層，引領印度邁出成為能源生產國的第一步。印度的天然氣產業則始於1960年代，當時在阿薩姆邦和馬哈拉什特拉邦（孟買高地油氣田）發現天然氣田，而為印度的能源結構帶來新的變化。
截至2018年3月31日，印度估計擁有5.9449億公噸的原油儲量和13,395.7億立方公尺的天然氣儲量。該國對石油的依賴程度較高，但國內產量有限，約有82%的石油需要經由進口來滿足。 印度政府為擺脫對進口石油的過度依賴而擬定頗具雄心的目標，計劃到2022年將石油進口比例降至67%， 這將透過加強國內勘探、發展再生能源和利用本土燃料乙醇替代來達成。然而根據印度石油和天然氣部所屬的石油計劃與分析小組（PPAC）提供的數據，該國於2023-24財政年度的進口依存度飆升至87.7%，高於2022-23財政年度的87.4%。印度於2023-24財政年度的國內原油產量幾乎沒有變化，維持在2,940萬噸。
印度是全球第2大原油淨進口國，2019年的進口量達到2.053億公噸。
儘管如此，印度的煉油能力在全球排名第4，擁有每天4.972億桶的煉油能力，這顯示印度在石油加工方面的實力。然而印度在近年的原油和天然氣產量出現下降趨勢。於2021-22財務年度，印度的國內原油產量比前一年下降5.2%，天然氣產量也下降8.1%。不過，2021年8月的數據顯示，天然氣產量出現20.23%的增長，這表明印度在天然氣探勘和開發方面仍在持續積極的進行。
印度的石油和天然氣產業面臨著複雜多變的挑戰和機遇。為實現能源安全和可持續發展，印度需要在以下幾個方面加強：
- 加大勘探力度： 繼續加大對國內油氣資源的勘探力度，提高自產率。
- 發展清潔能源： 推動太陽能、風能等清潔能源的發展，逐步減少對化石燃料的依賴。
- 提高能源效率： 鼓勵節能，提高能源利用效率。
- 加強國際合作： 與其他國家合作，共同應對能源挑戰。

總之，印度的石油和天然氣產業正處於一重要的轉型期。 隨著全球能源格局的變化，印度將繼續探索更清潔、更可持續的能源發展道路。

## 歷史

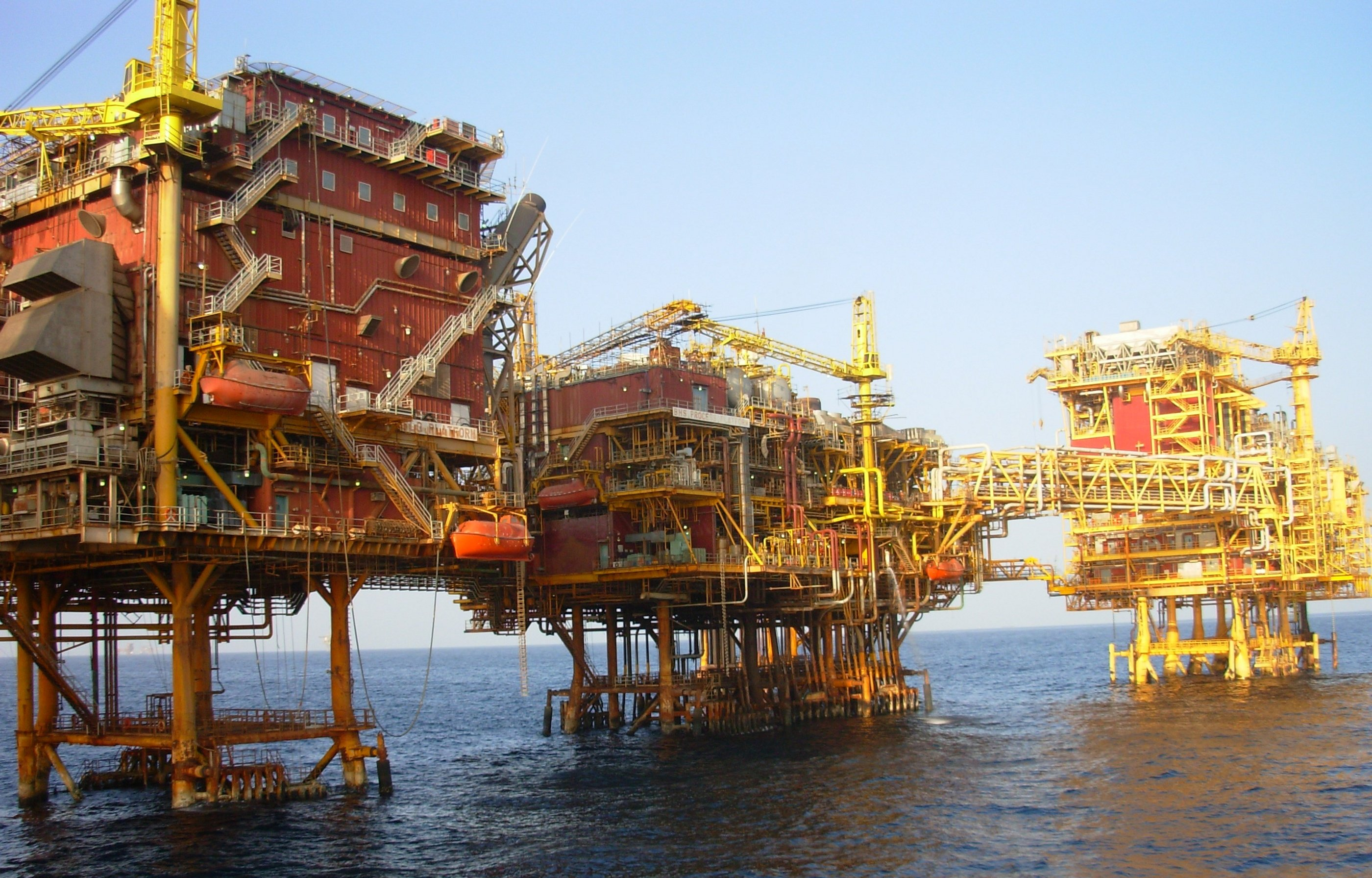
印度石油和天然氣公司（ONGC）設於阿拉伯海上孟買高地油田的鑽油平台。

印度的首批石油礦藏於1889年在今日阿薩姆邦迪格博伊鎮附近被發現。
印度的天然氣產業始於1960年代，當時在阿薩姆邦和古吉拉特邦發現天然氣田。印度石油和天然氣公司（ONGC）於1970年代在南部盆地（South Basin，指主要位於安達曼海和孟加拉灣沿岸的海域）發現大量天然氣儲量後，天然氣在印度能源的重要性日益提升。

## 儲量
印度截至2021年4月1日估計擁有5.87335億公噸原油儲量，較前一年下降2.65%。最大的儲量位於西部近海（37%）和阿薩姆邦（27%）。印度於同期估計擁有1,372.62億立方公尺的天然氣儲量，較前一年增長0.52%。最大的天然氣儲量位於東部近海（40.6%）和西部近海（23.7%）。

### 各邦/聯邦屬地儲量分佈
下表顯示印度截至2017年3月31日，各邦/地區的估計原油和天然氣儲量。
| 地區         | 原油儲量 (百萬公噸) | 石油儲量佔比 (%) | 天然氣儲量 (10億立方公尺) | 天然氣儲量佔比 (%) |
| ------------ | ------------------- | ---------------- | ------------------------- | ------------------ |
| 阿魯納查邦   | 1.52                | 0.25             | 0.93                      | 0.07               |
| 安德拉邦     | 8.15                | 1.35             | 48.31                     | 3.75               |
| 阿薩姆邦     | 159.96              | 26.48            | 158.57                    | 12.29              |
| 煤層氣       | 0                   | 0                | 106.58                    | 8.26               |
| 東部近海     | 40.67               | 6.73             | 507.76                    | 39.37              |
| 古吉拉特邦   | 118.61              | 19.63            | 62.28                     | 4.83               |
| 納加蘭邦     | 2.38                | 0.39             | 0.09                      | 0.01               |
| 拉賈斯坦邦   | 24.55               | 4.06             | 34.86                     | 2.70               |
| 坦米爾那都邦 | 9.00                | 1.49             | 31.98                     | 2.48               |
| 特里普拉邦   | 0.07                | 0.01             | 36.10                     | 2.80               |
| 西部近海     | 239.20              | 39.60            | 302.35                    | 23.44              |
| 合計         | 604.10              | 100              | 1,289.81                  | 100                |

### 戰略石油儲備
建立石油儲備 - 包括地下和地上儲油設施，以及可隨時開採的原油儲層，對於像印度這樣的石油凈進口國，是確保能源安全、穩定油價的有效手段。尤其當全球石油供需緊張時，能有效對抗國際油價的暴漲，保障國內經濟發展。印度戰略石油儲備是一種緊急燃料儲存設施，總容量為500萬公噸（3,150萬桶）戰略原油，足以應付該國10天消費量，由印度戰略石油儲備有限公司負責管理。此戰略原油儲存設施設於門格洛爾（卡納塔卡邦）、維沙卡帕特南（安德拉邦）和帕杜爾（卡納塔卡邦）3地的地下，可方便輸送到附近的煉油廠。另一種低成本建立戰略石油儲備的方法是開發已探明的油田，提高原油開採率，並在全球油價超過設定的上限時，間歇性進行全面生產，以維持國內燃料成本在合理水平。
印度預定建設另外兩個戰略石油儲備設施（將位於奧迪薩邦的昌迪霍爾和卡納塔卡邦的帕杜爾），將額外增加12天的戰略石油儲備。另外是印度煉油廠將維持65天的原油儲備量，加計前述計劃和已實現的戰略石油儲備量，可讓印度的原油總儲備量達到維持87天需求的程度，非常接近國際能源署 (IEA) 對成員國要求的90天儲備量目標。但前述總儲備量未將營銷機構和大宗消費者的石油產品儲存量列入考慮。印度也考慮在其他國家儲備原油。

## 產量
印度國內原油和天然氣產量自2011-12財政年度以來一直穩步下降。2020-21財政年度的原油產量為3,049萬公噸，較前一年下降5.21%。天然氣產量為286.7億立方公尺，較前一年下降8.05%。印度在過去10年的原油和天然氣產量分別以2.44%和5.47%的年均複合率下降。
印度也生產石油產品，在2020-21財政年度的產量為2.3351億噸，較前一年下降11.19%。其中柴油佔43%，其次是汽油（15%）。印度在此過去10年的石油產品數量以1.56%的年均複合率增長。
ONGC正在開發克里希納河-戈達瓦里河盆地的KG-DWN-98/2區塊，資本支出約為50.7億美元（約合3,400億印度盧比），預計此區油田的產量將達到2,500萬公噸，天然氣產量將達到450億立方公尺。僅就石油和天然氣的總產量而言，每桶油當量 （BOE）的資本支出僅約為11美元。ONGC已證明此地有462.12百萬噸油當量 (MMTOE) 的石油和天然氣儲量，相對資本支出非常低，可與石油輸出國組織（OPEC）國家相比。拉賈斯坦邦的油田正成為印度主要的石油和天然氣產地。Jio-bp（信實工業與BP合資公司）於2021年也開始從克里希納河-戈達瓦里河盆地氣田生產天然氣，大幅提高印度本土天然氣產量。
印度在2017-18財政年度已部署159台鑽機，並鑽探545口井，在全球各國間的數量排名第5，但這些鑽井的石油和天然氣產量並未符合預期。印度計劃到2023年將年產1,500萬公噸的壓縮生物燃氣 (CBG，為一種碳中和燃料），將用來取代CNG（壓縮天然氣，由進口的液化天然氣轉化而來） 。

## 石油煉製

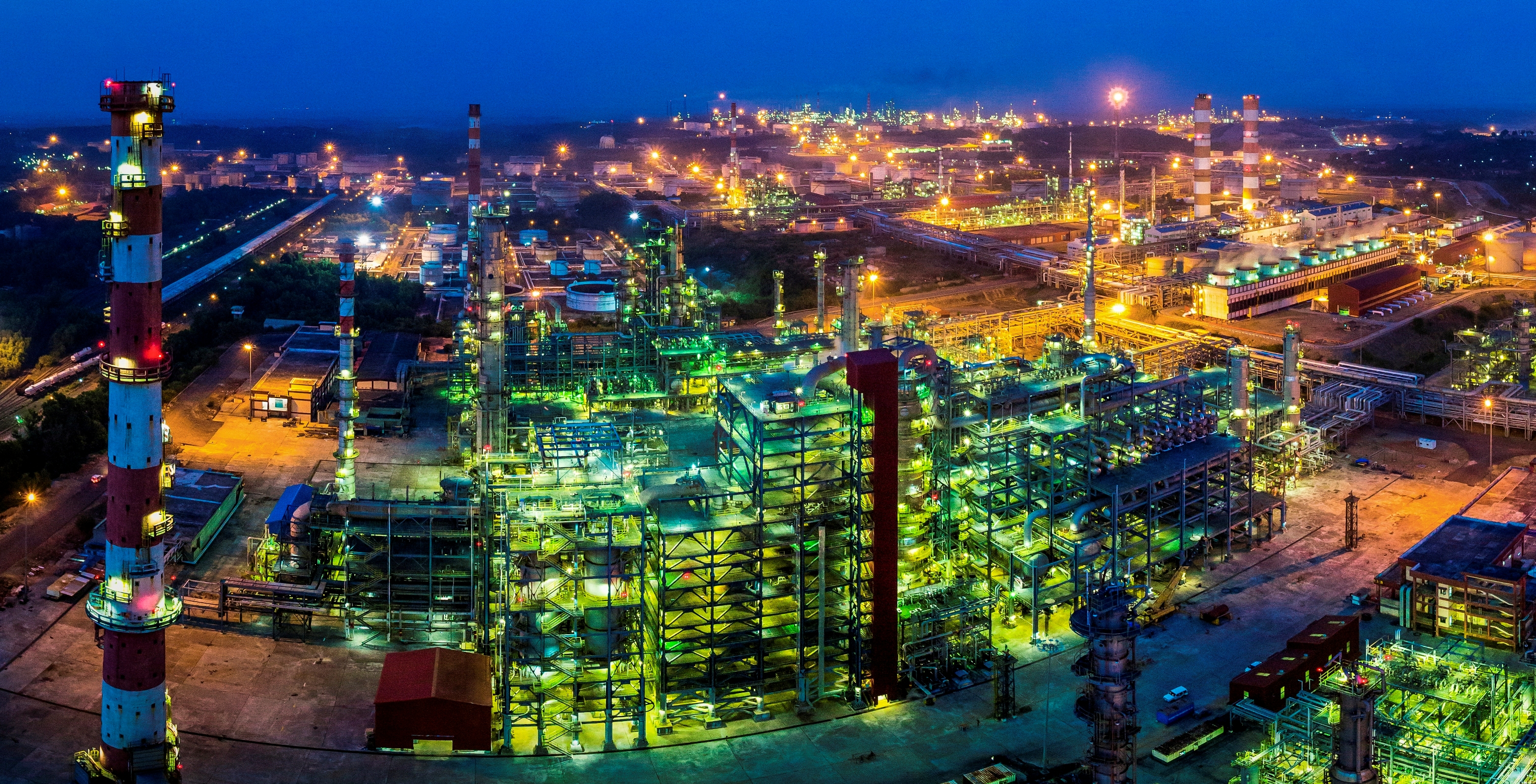
於卡納塔卡邦門格洛爾門格洛爾煉油和石化有限公司（MRPL）的煉油廠，MRPL是印度石油和天然氣公司的子公司。

印度截至2021年3月31日共有23家原油煉製廠，其中18家為國有，3家為民營，2家為合資企業。印度的石油煉製總產能為2.4887億噸/年，與前一年持平。印度煉油廠於2020-21財政年度共加工2.2137億噸的原油，產能利用率為88.8%。國有的印度石油公司是該國最大的煉油單位，總煉油產能為7,005公萬。印度石油公司的煉油廠在2020-21財政年度共煉製6,235萬公噸的原油。
許多印度煉油廠正安裝石油延遲焦化裝置，可從較低端的含硫量較高的殘油中生產更多的輕質油（汽油、柴油等）。延遲焦化過程產生一種稱為石油焦的固體燃料，其熱值和硫的含量較高。由於已開發國家已禁止燃燒高硫石油焦和殘油，這些燃料會進一步在工廠經由甲烷化，而轉為合成天然氣和甲醇，而免除後續的處置問題。全球有近38%的殘油用作海運船舶的燃料。國際海事組織 (IMO) 通過的《防止船舶污染國際公約》(MARPOL) 規定船舶自2020年起不得使用硫含量超過0.1%的殘油（重油等）。因此未來的趨勢是將殘油或石油焦完全在石油煉製綜合體/工廠內氣化，以解決廢棄物處理問題。
由於國際在2020年COVID-19大流行期間對於石油產品（尤其是航空煤油和汽油）的需求大減，煉油廠被迫以較低的產能運作。在國際海事組織實施限制船舶使用高硫燃料油 (HSFO) 的規定後，HSFO的價格大幅下降。而將HSFO精煉以生產汽油、柴油、石油焦等，將能產生更高的經濟價值。水泥產業在生產過程中會使用很大數量的石油焦作為燃料。

## 消費量

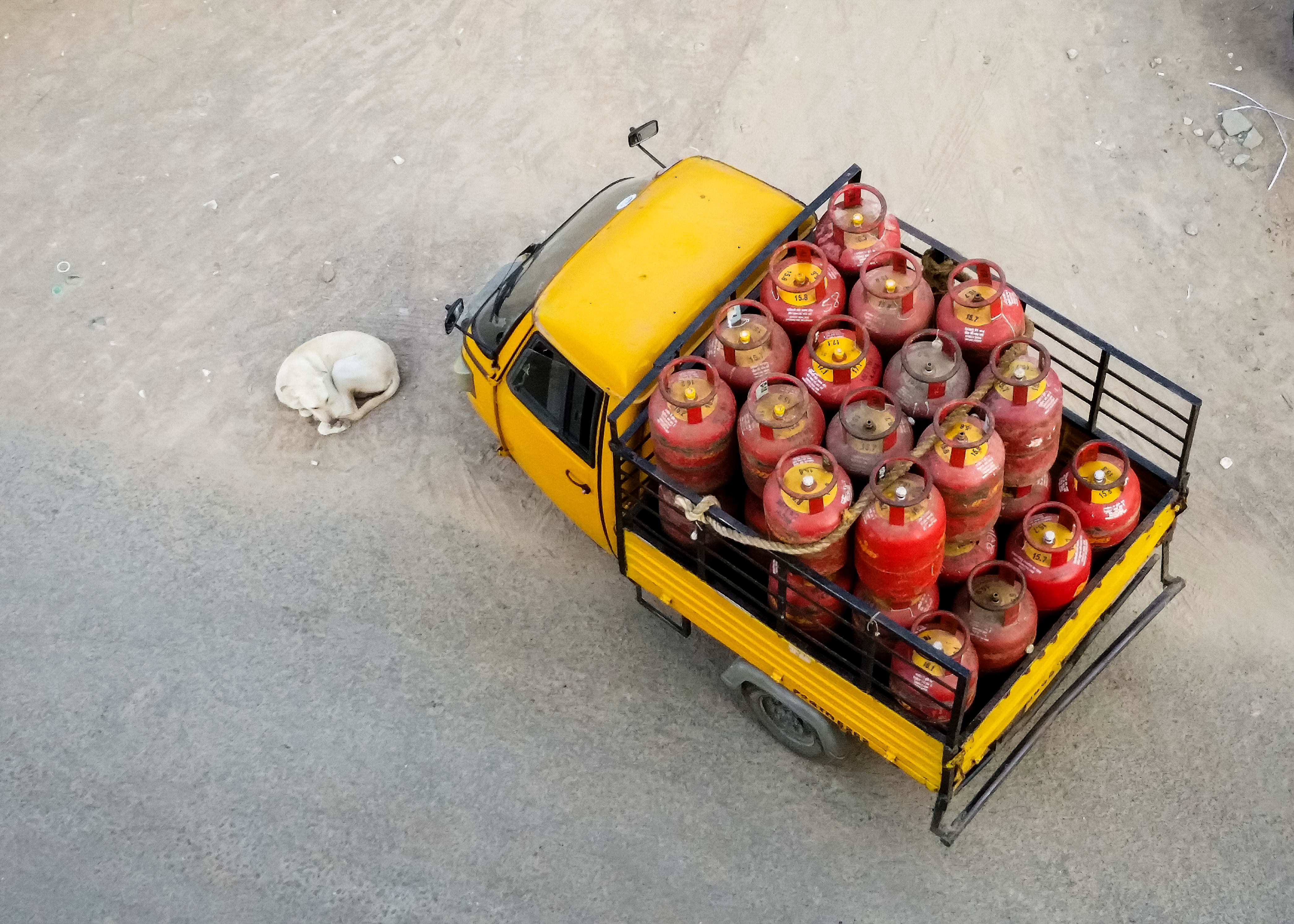
泰倫加納邦城市海德拉巴地區家庭用液化石油氣鋼瓶配送服務。

印度是世界第3大原油消費國，排名在美國和中國之後。估計印度的原油總消費量從2011-12財政年度的2.0412億噸上升到2020-21財政年度的2.2177億噸，複合年均增長率為0.93%。而印度在2020-21財政年的度原油消費量較前一年下降12.82%，主要是由於COVID-19大流行干擾的結果。估計印度當年的天然氣總消費量為60.64億立方公尺，較前一年下降0.67%。
印度於2020-21財政年度在柴油的消費佔所有石油產品總消費量的37.42%，其次是汽油 (14.40%)、液化石油氣 (14%)、石油焦 (8.03%) 和石腦油 (7%)。印度使用天然氣排名在前的產業是化學肥料工業 (29%)、發電 (18%) 和交通運輸 (15%)。有57.08%的天然氣用作能源，有35.45%的用於非能源相關用途。

### 電力生產
在印度，使用石油和天然氣作為發電能源的佔比排名在煤碳之後。在2017-18財政年度，使用石油產品發電佔總發電量的10.34%，使用天然氣的佔8.7%。印度截至2021年3月31日，以天然氣為能源的發電廠裝機容量為24,924百萬瓦（MW），佔全國總裝機容量的6.5%。但由於印度發生天然氣短缺，此類發電廠大多數都處於閒置狀態。印度使用柴油發電的佔比不高。印度公用事業部門使用柴油的電廠裝機容量為927.89百萬瓦，僅佔總裝機容量的0.3%。
除公用事業部門裝置的柴油發電機組外，另有超過90,000百萬瓦的柴油發電機組（僅將發電容量超過100千瓦時的機組列入）主要作備用電源用途，佔印度公用事業部門備用電源裝機容量的36%。印度另有為數眾多，發電容量小於100千瓦時的柴油發電機組，以滿足各行業（如工業、商業、家庭和農業）在停電期間作緊急電源用途。
印度電力部門在2016-17財政年度共耗用該國所產天然氣的24.28%。燃煤電廠在啟動和低負荷運行期間也需用到少量燃油（參見燃煤發電廠）。

## 進出口數量
印度高度依賴進口原油，是僅次於中國的第2大石油進口國。原油淨進口量從2011-12財政年度的1.7173億公噸增至2020-21財政年度的2.2695億噸。天然氣淨進口量從2011-12財政年度的180億立方公尺增至2020-21財政年度的328.6億立方公尺，複合年均增長率為9.44%。雖然印度依賴進口原油，但印度經歷多年已發展出足夠的加工能力來生產不同的石油產品，而成為石油產品的淨出口國。出口數量從2008-09財政年度的3,894萬公噸增至2020-21財政年度的5,676萬公噸。
印度對原油的進口依賴度為82.8%，對天然氣的進口依賴度為45.3%。由於印度缺乏充足的石油儲量，在可預見的未來仍需依賴進口，直到其再生能源（如太陽能、風能、水力和生物質能）達到充分開發的程度，以實現能源安全，同時也可顯著減少使用石油產品，而降低產生污染的後果。

### 石油進口來源
印度於2023年是世界第3大原油進口國。以下15個國家是印度原油的主要供應國，佔該國當年進口原油總量的96.4%。

| 排名 | 來源國           | 進口金額（10億美元） |
| ---- | ---------------- | -------------------- |
| 1    | 俄羅斯           | 45.4                 |
| 2    | 伊拉克           | 28.5                 |
| 3    | 沙烏地阿拉伯     | 23.5                 |
| 4    | 阿拉伯聯合大公國 | 8.6                  |
| 5    | 美國             | 6.9                  |
| 6    | 科威特           | 5.2                  |
| 7    | 韓國             | 2.7                  |
| 8    | 奈及利亞         | 2.6                  |
| 9    | 安哥拉           | 2.5                  |
| 10   | 墨西哥           | 1.83                 |
| 11   | 哥倫比亞         | 1.75                 |
| 12   | 土耳其           | 1.6                  |
| 13   | 巴西             | 1.4                  |
| 14   | 卡達             | 1.3                  |
| 15   | 希臘             | 1.1                  |

印度於2023年由中東地區的進口數量（每天197萬桶）已下降約28%，在印度原油總進口來源地的佔比從前一年同期的60%下降至44%。
而來自獨立國家國協 (CIS），包括亞塞拜然、哈薩克斯坦和俄羅斯的進口石油佔比幾乎翻了一倍，達到43%，主要是從俄羅斯的採購量增加所致。

## 交易

### 原油交易
印度石油產品（汽油、柴油、航空煤油等）的購買者可在印度多商品交易所（MCX），或是孟買證券交易所（BSE）以印度盧比進行原油期貨交易，以供避險。期貨交易在到期日須以現金結算，這兩個交易所的交易價格會以西德克薩斯中間基原油（WTI）或布倫特原油結算價作為參考。
印度把由波斯灣地區進口的原油品質稱為印度籃子原油，是杜拜和阿曼（酸性原油，含高硫分）以及布倫特原油（甜性原油，硫分含量低於0.5%）價格的加權平均值。然而出口國會根據當月的市場情況，自行決定官方售價 (OSP)，對印度籃子原油的價格進行調整，可能是上調或下調。

### 天然氣交易
印度天然氣交易所 (Indian Gas Exchange，簡稱IGX) 是個線上交易平台，交割中心位於馬哈拉什特拉邦勒德纳吉里的達波爾和賈伊加德兩地，古吉拉特邦的達赫吉港和哈吉拉兩地以及安德拉邦的卡基納達。印度於2005年成立石油和天然氣監管委員會(PNGRB) ，負責監管石油和天然氣產業下游的活動。買家可每天支付費用，經由現有的跨印度天然氣管道（由國營的印度天然氣管理局有限公司等機構擁有）將天然氣從前述中心運送到消費地點。

## 稅收和定價
印度對油氣燃料的定價因邦而異，但中央徵收的稅賦仍是定價中的決定因素之一。中央和邦政府的稅收佔油氣價格的近一半。中央政府徵收的各種稅賦約佔最終成本的24-26%。各邦的稅收有所不同，但平均佔最終成本的20-25%左右。此外還有對當地生產的石油和天然氣徵收特許費和開發稅。因此油氣價格中大約有50%是由不同稅賦組成，繳給政府。
例如在2011年5月16日，卡納塔卡邦班加羅爾的汽油價格為每公升71.09盧比（83美分）。其中17.06盧比（20美分）以消費稅和關稅的形式繳給中央政府。16.63盧比（19美分）以銷售稅和進口稅的形式繳納給邦政府。前述各項稅賦的總數為33.69盧比（39美分），約佔零售價的47%。
德里於2018年4月2日的每公升汽油經銷商價格為31.08盧比（36美分），而中央政府徵收的消費稅和地方稅為19.48盧比（23美分），邦政府的增值稅為15.70盧比（18美分），經銷商佣金為3.60盧比（4.2美分）。最終用戶的汽油價格為73.83盧比（86美分）。
印度向印度石油天然氣公司 (ONGC)、印度石油有限公司 (Oil India Ltd.) 和私人公司等的天然氣採購價格由印度政府參考美國、俄羅斯、英國和加拿大的市場價格後確定。液化天然氣價格與全球市場的原油價格掛鉤。
2020年的天然氣採購價格將從當年4月1日開始的6個月內降至每百萬英熱單位（BTU）約2.5美元，而前一期的價格為3.23美元。印度於2020年3月宣佈提高汽油和柴油稅，以增加政府收入。
全球原油消費量由於COVID-19大流行而大幅降低，導致油價於2020年3月大幅下跌。然而印度政府並將此降價利益反饋給零售買家/消費者。

## 城市天然氣配銷
由印度石油和天然氣部主導的城市燃氣配銷 (CGD) 項目，目的為建構全國性的天然氣輸送管道，提升管道天然氣 (PNG) 和壓縮天然氣 (CNG) 加氣站的覆蓋率。

## 印度加油加氣站

印度全國各地常見的巴拉特石油公司（BPCL）加油站。

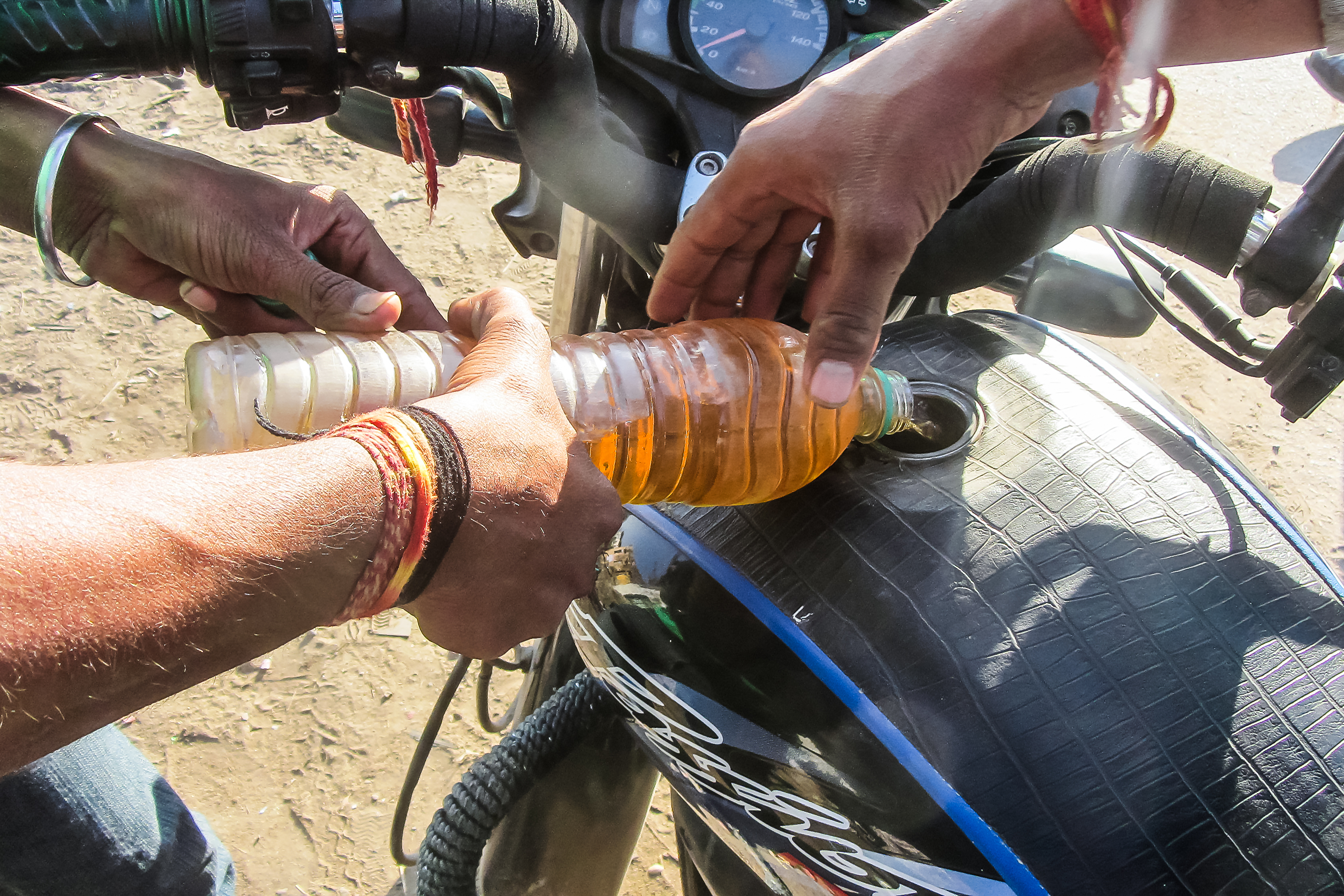
印度路邊攤販以水瓶裝汽油，為摩托車加油。

印度截至2017年11月共有60,799座加油站。其中26,849座屬於印度石油公司，14,675座屬於巴拉特石油公司 (BPCL，國營)，14,161座屬於印度斯坦石油公司(HP，國營)。印度旁遮普邦約有3,300座加油站，哈里亞納邦有2,500多座。由於原油價格高漲，該國已有計劃增建更多車輛用液化石油氣和壓縮天然氣加氣站。
信實工業和BP合資的Jio-bp截至2021年9月已擁有1,427座加油站。
奈亞拉能源在印度有6,386座加油站。
殼牌目前在印度有約350座加油站，主要集中在該國南部和西部地區，即坦米爾那都邦、卡納塔卡邦、馬哈拉什特拉邦、泰倫加納邦、安德拉邦和古吉拉特邦。
埃塞爾集團在印度有2,225座加油站，這些加油站的油料由集團在古吉拉特邦瓦迪納爾的煉油廠供應（此工廠的原油日處理量為280,000桶（45,000立方公尺）。
印度普拉薩斯塔天然氣有限公司在印度開闢專屬的CNG加油站，特別是在首都德里。

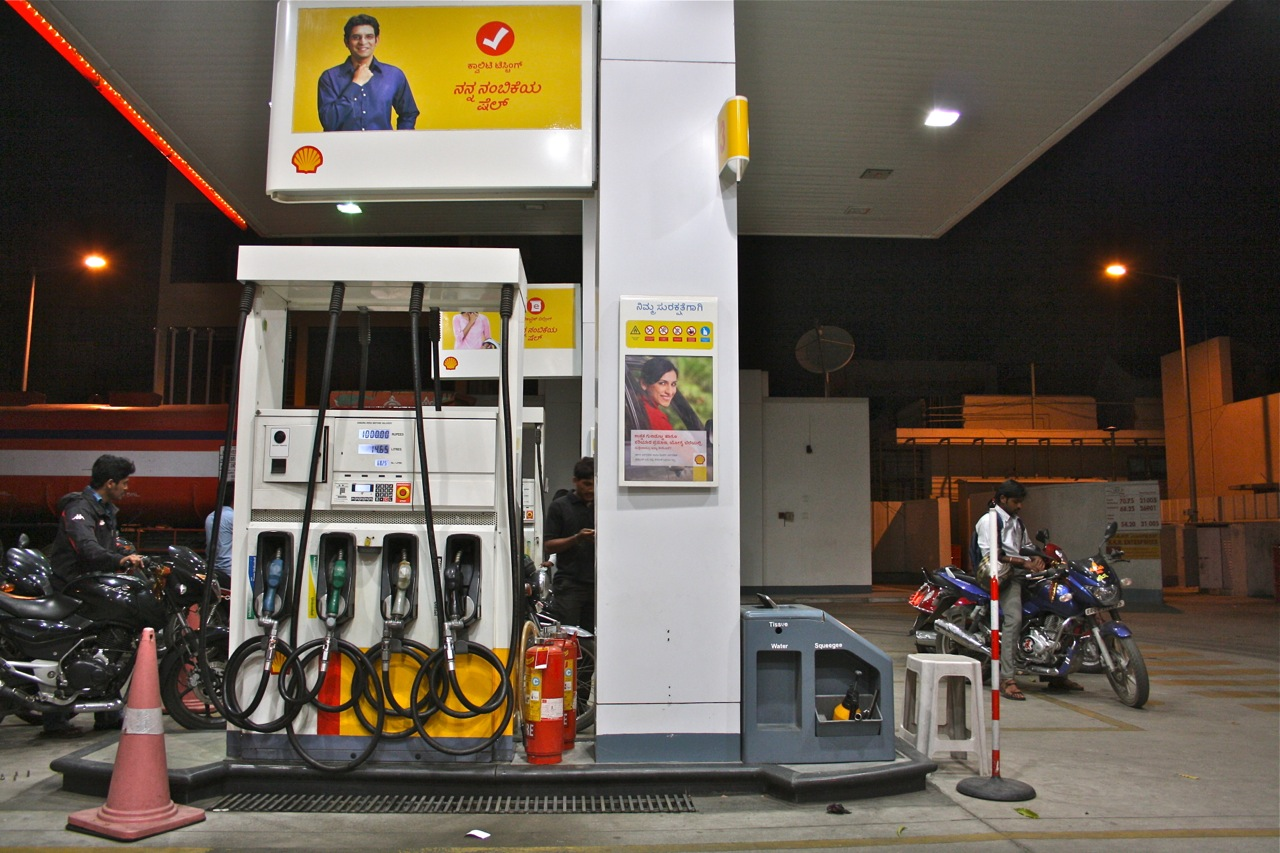
於卡納塔卡邦班加羅爾的一座殼牌加油站。

印度各邦和聯邦屬地截至2016年3月31日的加油站數量，按不同擁有公司分列如下：
| 公司/邦/聯邦屬地                           | 印度石油和天然氣公司 | 印度斯坦石油公司 | 巴拉特石油公司 | 其他（信實工業/奈亞拉能源/殼牌/印度石油天然氣公司） | 合計  |
| ------------------------------------------ | -------------------- | ---------------- | -------------- | --------------------------------------------------- | ----- |
| 安德拉邦                                   | 1199                 | 929              | 720            | 210                                                 | 3050  |
| 阿魯納查邦                                 | 48                   | 0                | 7              | 16                                                  | 71    |
| 阿薩姆邦                                   | 503                  | 91               | 129            | 65                                                  | 788   |
| 比哈爾邦                                   | 1351                 | 475              | 610            | 75                                                  | 2511  |
| 恰蒂斯加爾邦                               | 481                  | 329              | 275            | 23                                                  | 1108  |
| 德里                                       | 189                  | 97               | 107            | 0                                                   | 393   |
| 果阿邦                                     | 31                   | 36               | 47             | 0                                                   | 114   |
| 古吉拉特邦                                 | 1274                 | 738              | 771            | 601                                                 | 3384  |
| 哈里亞納邦                                 | 1334                 | 666              | 385            | 151                                                 | 2536  |
| 喜馬恰爾邦                                 | 218                  | 109              | 62             | 7                                                   | 396   |
| 查謨和喀什米爾 (聯邦屬地)                  | 221                  | 130              | 134            | 0                                                   | 485   |
| 賈坎德邦                                   | 496                  | 265              | 319            | 71                                                  | 1151  |
| 卡納塔卡邦                                 | 1803                 | 888              | 966            | 179                                                 | 3836  |
| 喀拉拉邦                                   | 885                  | 587              | 457            | 80                                                  | 2009  |
| 中央邦                                     | 1295                 | 814              | 917            | 243                                                 | 3269  |
| 馬哈拉什特邦                               | 1846                 | 1542             | 1678           | 353                                                 | 5419  |
| 曼尼普爾邦                                 | 69                   | 0                | 12             | 4                                                   | 85    |
| 梅加拉亞邦                                 | 116                  | 23               | 39             | 12                                                  | 190   |
| 米佐拉姆邦                                 | 30                   | 3                | 2              | 1                                                   | 36    |
| 納加蘭邦                                   | 45                   | 3                | 9              | 12                                                  | 69    |
| 奧迪薩邦                                   | 748                  | 314              | 414            | 84                                                  | 1560  |
| 旁遮普邦                                   | 1685                 | 878              | 610            | 143                                                 | 3316  |
| 拉賈斯坦邦                                 | 1630                 | 977              | 819            | 310                                                 | 3736  |
| 錫金邦                                     | 16                   | 7                | 23             | 1                                                   | 47    |
| 坦米爾那都邦                               | 1991                 | 1158             | 1317           | 236                                                 | 4702  |
| 泰倫加納邦                                 | 911                  | 644              | 565            | 108                                                 | 2228  |
| 特里普拉邦                                 | 62                   | 0                | 2              | 3                                                   | 67    |
| 北方邦                                     | 3394                 | 1374             | 1313           | 535                                                 | 6616  |
| 北阿坎德邦                                 | 242                  | 166              | 114            | 29                                                  | 551   |
| 西孟加拉邦                                 | 1119                 | 488              | 563            | 74                                                  | 2244  |
| 安達曼-尼科巴群島（聯邦屬地）              | 10                   | 0                | 0              | 0                                                   | 10    |
| 昌迪加爾（聯邦屬地）                       | 20                   | 11               | 10             | 0                                                   | 41    |
| 達德拉-納加爾哈維利縣（聯邦屬地）          | 11                   | 11               | 4              | 5                                                   | 31    |
| 達德拉-納加爾哈維利和達曼-第烏（聯邦屬地） | 11                   | 10               | 7              | 3                                                   | 31    |
| 拉克沙群島（聯邦屬地）                     | 1                    | 0                | 0              | 0                                                   | 1     |
| 朋迪治理市（聯邦屬地）                     | 79                   | 39               | 32             | 6                                                   | 156   |
| 總計                                       | 25364                | 13802            | 13439          | 3586                                                | 56191 |